# Renáta Sándor
Renáta Sándor (* 15. Dezember 1990 in Jászberény) ist eine ungarische Volleyballspielerin.

## Karriere
Nach vier Meistertiteln in Ungarn und zwei Meistertiteln in Österreich spielte Sándor von 2014 bis 2019 beim Bundesligisten Allianz MTV Stuttgart, mit dem sie gleich in ihrer ersten Saison deutsche Vizemeisterin und Pokalsiegerin wurde. Im November 2015 erlitt sie einen Kreuzbandriss und fiel für den Rest der Saison aus. 2017 wurde die Außenangreiferin erneut deutsche Vizemeisterin und Pokalsiegerin. Nach einer weiteren Vizemeisterschaft 2018 wurde Sándor 2019 deutsche Meisterin und beendete danach ihre Karriere.
Von 2008 bis 2019 war Sándor auch in der ungarischen Nationalmannschaft aktiv, mit der sie 2015 die Europaliga gewann.